# Matoke
Matoke o matooke è il nome utilizzato in Uganda per riferirsi ai frutti del platano, simili a grandi banane verdi, che costituiscono il principale alimento del paese; lo stesso nome può anche indicare la ricetta più tradizionale secondo cui tali frutti vengono preparati.

## Preparazione
La preparazione tradizionale del matoke prevede che i frutti vengano sbucciati, avvolti nelle foglie dell'albero e messi a bollire per un paio d'ore in una pentola chiamata sufuria. Con la bollitura, la polpa del frutto cambia colore e consistenza, da bianca e dura a giallognola e morbida. Il frutto bollito viene quindi schiacciato fino a formare una purea che viene solitamente servita avvolta in una foglia. Si condisce con una salsa preparata con verdure, arachidi o carne (solitamente di gallina).